# Jill Wagner
Jill Suzanne Wagner (ur. 13 stycznia 1979) – amerykańska aktorka, modelka i osobowość telewizyjna.

## Życiorys
Urodziła się w Winston-Salem. Jej ojciec David Wagner, z zawodu marynarz, wychowywał ją prawie sam. Uczęszczała do Ledford Senior High School. W 2001 ukończyła zarządzanie na Uniwersytecie Stanu Karolina Północna.
Jako nastolatka ukończyła też Barbizon Modeling and Acting School, gdzie była nazywana Miss Barbizon.
Początkowo pracowała jako modelka pojawiając się w pismach dla mężczyzn jak „Stuff” czy „Maxim”, gdzie w 2004 uznano ją za jedną ze stu najpiękniejszych kobiet na świecie. W 2003 dołączyła do obsady programu telewizyjnego Punk’d. Stała się rozpoznawalna jest jako „Mercury Chick” z reklam samochodów Lincoln-Mercury. Jako aktorka pojawiała się gościnnie w serialach telewizyjnych. Jej głośnymi rolami filmowymi były role w dramacie Świetlik (Junebug) i w horrorze Cierń (Splinter). W 2008 była jedną z prowadzących program telewizyjny Wipeout.

## Życie prywatne
W 2015 poznała kanadyjskiego hokeistę Davida Lemanowicza, za którego wyszła za mąż 8 kwietnia 2017. Mają dwie córki: Liję (ur. 2010) i Armię Gray (ur. 17 kwietnia 2020).

## Filmografia
- 2005: Świetlik (Junebug) jako Millicent (przyjaciółka pod prysznicem)
- 2006: Shifted jako Rachel
- 2006: Blade: The Series jako Krista Starr
- 2008: Cierń (Splinter) jako Polly Watt
- 2014: Droga do Palomy (Road to Paloma) jako Sandy
- 2016: Super Novas jako Judy
- 2023-2024: Special OPS: Lioness jako  Bobby